# Mollie
Mollie is een Nederlandse payment service provider die in 2004 werd opgericht door Adriaan Mol. 
Het bedrijf was in 2021 5,4 miljard dollar waard.

## Geschiedenis
De twintigjarige Bredase Adriaan Mol richtte Mollie in 2004 op. Het bedrijf verkocht aanvankelijk sms-jes aan zakelijke klanten. Daarnaast faciliteerde het microbetalingen die gebruikt werden voor online gaming en ringtones. Automatisering maakte onderdeel uit van de bedrijfsvoering, dit bespaarde het bedrijf kosten.
Nadat iDEAL in 2005 in Nederland werd geïntroduceerd ging die functionaliteit in 2006 deel uitmaken van   Mollies aanbod. Doel was het aanbieden van een simpele en goedkope betaalmethode. Mol werkte daarvoor samen met ABN AMRO aan een software-implementatie voor de universele betaalmethode iDEAL. Deze werd vervolgens doorverkocht aan haar klanten.
Vanaf 2007 begon Mol zich met Mollie meer te richten op het betaalverkeer en de sms- en telecomdiensten. Daarnaast begon het ook creditcardbetalingen te verwerken. Voor het faciliteren van microbetalingen via sms en 0900-nummers richtte Mol in 2007 Zaypay op, dat deze activiteiten voor haar rekening zou nemen.
Later werden ook de sms- en telecomdiensten officieel afgesplitst, hierdoor ontstond MessageBird in 2011, en ging Mollie zich volledig richten op betalingsverkeer. De hernieuwde focus resulteerde in groeiende bedrijfsresultaten.
Oprichter Adriaan Mol stelde in 2012 een raad van bestuur aan. Hij bleef wel actief binnen het bedrijf, maar begon zich te richten op strategie, ontwikkeling en vernieuwing. Gaston Aussems werd aangesteld als bestuurder. Mollie werd in de jaren die volgden een van Europa's grootste payment service providers en leverde naast iDEAL en creditcard een uitgebreid aanbod aan gelokaliseerde betaalmethodes voor de Europese en wereldwijde markt.
In 2019 haalde Mollie in een eerste externe investeringsronde een bedrag van 25 miljoen euro op die werd geïnvesteerd door een groep individuen, bekend uit de technologie- en betalingswerelden, waaronder Airbnb cfo Laurence Tosi. In een interview liet Mol weten dat Mollie in het bezit is van vergunning voor een betaalinstelling en in de toekomst wil gaan concurreren met reguliere banken. Na een nieuwe kapitaalinjectie, ditmaal van 90 miljoen euro in september 2020, werd het bedrijf gewaardeerd op een waarde van 1 miljard dollar. Na het eerdere vertrek van ceo Gaston Aussems, medio 2020, werd op 2 maart 2021 bekend dat Shane Happach hem per 1 april van dat jaar zou opvolgen als ceo.
Een consortium van investeerders, waaronder de Blackstone Group, betaalde in juni 2021 665 miljoen euro voor minder dan 10% van de aandelen in Mollie. Daarmee steeg de waardering van Mollie naar 5,4 miljard euro.
In augustus 2023 werd bekend dat Mollies waardering met 60% gedaald was tot 2,2 miljard euro na een afwaardering van investeerder Blackstone Group.

## Organisatie
| Chief Executive Officer |           |
| Naam                    | Periode   |
| Adriaan Mol             | 2004–2012 |
| Gaston Aussems          | 2012–2021 |
| Shane Happach           | 2021–2023 |
| Koen Köppen             | 2023–0000 |